# Complexidade irredutível
Complexidade irredutível é um conceito usado pelos proponentes do Design Inteligente segundo o qual certos sistemas biológicos possuem uma complexidade segundo a qual é altamente improvável que tenha surgido de forma evolutiva a partir de predecessores mais simples, ou "menos completos", através de mutações aleatórias vantajosas e seleção natural  ocorridas naturalmente, i.e. sem a interferência de inteligência, pois tais sistemas biológicos só poderiam ser funcionais se todas as suas partes estivessem presentes e montadas na ordem certa. É um dos dois principais argumentos usados para apoiar o Design Inteligente, o outro sendo a complexidade especificada. Segundo o resultado do famoso julgamento Kitzmiller v. Dover Area School District, "o conceito de complexidade irredutível é majoritariamente descartado pela comunidade científica."
O bioquímico, professor Michael Behe, autor do argumento da complexidade irredutível, define um sistema irredutivelmente complexo como um sistema "composto de várias partes bem combinadas que interagem e que contribuem para a função básica do sistema, onde a remoção de qualquer das partes faz com que o sistema pare de funcionar". Ele aponta alguns exemplos que, segundo ele, demonstram que as formas biológicas modernas não poderiam ter evoluído naturalmente. Os críticos consideram que a maioria, ou todos os exemplos são baseados em uma compreensão errônea do funcionamento dos sistemas biológicos em questão, e consideram a baixa qualidade dos exemplos uma prova excelente do argumento pela ignorância. No processo de 2005, Kitzmiller v. Dover Area School District, Behe testemunhou sobre a complexidade irredutível. A corte entendeu que "a alegação de complexidade irredutível do professor Behe foi refutada em trabalhos de pesquisa revisados por pares, e foi rejeitado pela comunidade científica em geral". Apesar disso, a complexidade irredutível continua sendo citada como um argumento importante pelos criacionistas, particularmente pelos proponentes do Design Inteligente.

## Definições
O termo "complexidade irredutível" foi definido originalmente por Behe como sendo:
Defensores do Design Inteligente usam esta expressão para se referir a sistemas biológicos e órgãos que eles acreditam não poderem ter surgido por qualquer série de pequenas mudanças. Eles alegam que qualquer coisa menos que a forma completa do sistema o órgão completo não funcionaria, ou seria de fato danoso ao organismo, que portanto não poderia sobreviver ao processo de seleção natural. Apesar deles aceitarem que alguns órgãos e sistemas complexos podem ser explicados pela evolução, alegam que algumas funções biológicas e órgãos que são irredutivelmente complexos não podem ser explicados pelos modelos atuais, e que um projetista inteligente deve ter criado a vida ou guiado sua evolução. Portanto, o debate sobre a complexidade irredutível se reduz a duas questões: se a complexidade irredutível pode ser encontrada na natureza, e qual a significância se ela existir na natureza.
Uma segunda definição dada por Behe (sua "definição evolucionária") é esta:
William Dembski, outro defensor do Design Inteligente, dá esta definição:

## Histórico

### Predecessores
O argumento da complexidade irredutível é um descendente do argumento teleológico para Deus (o argumento do projeto ou da complexidade). Ele diz que por que certas coisas na natureza são muito complicadas, elas devem ter sido projetadas. William Paley tornou-se famoso por declarar, em sua analogia do relojoeiro, de 1802, que a complexidade na natureza implica um Deus pela mesma razão que a existência de um relógio implica a existência de um relojoeiro. Este argumento é bem antigo, e pode ser encontrado até na obra de Cícero, De natura deorum, ii.34.

#### Até o século XVIII
Galeno (séculos I e II d. C.) escreveu sobre o grande número de partes no corpo e seus relacionamentos, cuja observação foi citada como evidência da criação. A ideia que especificamente a interdependências entre partes pode ter implicações para a origem dos seres vivos foi levantada por autores, começando com Pierre Gassendi no meio do século XVII e John Wilkins, que escreveu (citando Galeno), "Agora imaginar que todas estas coisas, de acordo com seus vários tipos, podem ser colocadas em sua forma e ordem regular, para a qual um número infinito de Intenções são necessárias, sem o projeto de um Agente inteligente, deve ser irracional no mais alto grau." Ao fim do século XVII Thomas Burnet referiu-se a "uma multitude de peças apropriadamente reunidas" para argumentar contra a eternidade da vida. No início do século XVII, Nicolas Malebranche escreveu "Um corpo organizado contém uma infinidade de partes que dependem mutuamente umas das outras em relação a finalidades particulares, todas as quais devem estar formadas para funcionar como um todo," argumentando a favor da preformação, em vez da epigênese, do indivíduo. Um argumento semelhante sobre as origens do indivíduo foi feita por outros estudantes de história natural do século XVIII.

#### Século XIX
Quando fazemos a transição para o século XIX, começam a aparecer as referências à evolução.
O capítulo XV da Natural Theology (Teologia Natural) de Paley discute extensivamente o que ele chamou de "relações" das partes dos seres vivos como uma indicação de seu design. Em uma aplicação diferente, no início do século XIX, Georges Cuvier usou o conceito de "correlação das partes" ao estabelecer a anatomia de animais a partir de restos fragmentados.
Apesar de não ter dado origem ao termo, Charles Darwin identificou o argumento como uma forma possível de falsear a predição da teoria da evolução desde o início. Em "A Origem das Espécies", ele escreveu "se for possível demonstrar que qualquer órgão complexo exista, que não possa ter sido formado por pequenas mutações numerosas e sucessivas, minha teoria estará destruída. Mas eu não consigo encontrar tal exemplo". A teoria da evolução de Darwin desafia o argumento teleológico ao postular uma explicação alternativa à do projetista inteligente, a evolução pela seleção natural. O argumento a partir da complexidade irredutível tenta demonstrar que certas funções biológicas não podem ser o resultado da evolução Darwiniana.

#### Século XX
Hermann Muller, no início do século XX, discutiu um conceito similar à complexidade irredutível. Entretanto, longe de a ver como um problema para a evolução, Muller descreveu a "interdependência" de funções biológicas como uma consequência esperada da evolução, que levaria à irreversibilidade de algumas mudanças evolucionárias. Ele escreveu "Estando finalmente entrelaçado, como está, no tecido mais íntimo do organismo, o novo caráter não pode ser descartado com impunidade, e se torna vitalmente necessário".
Em 1974, o Criacionista da Terra Jovem Henry M. Morris introduziu um conceito similar em seu livro "Criacionismo Científico" no qual ele escreve: "este especto pode ser atacado quantitativamente, usando princípios simples da probabilidade matemática. O problema é simplesmente se pode um sistema complexo, no qual muitos componentes funcionam unidos, e no qual cada componente é individualmente necessário para o funcionamento eficiente do todo, ter surgido por processos aleatórios".
Em 1981, Ariel Roth, na defesa da posição da ciência da criação no caso de McLean vs. Arkansas, disse das "estruturas complexas integradas" que "Este sistema não pode ser funcional a menos que todas as partes estejam ali… Como estas partes sobreviveram durante a evolução…?".
Em 1985 Cairns-Smith escreveu sobre a "interconexão", "Como pode uma colaboração complexa entre componentes evoluir em pequenos passos?" e usou a analogia da estrutura chamada centralização, usada para construir um arco, sendo removida depois: "Com certeza houve 'centralização'. Antes que os múltiplos componentes da bioquímica atual possa curvar-se sozinha ela deve primeiro curvar-se sobre outra coisa." Entretanto, nem Muller nem Cairns-Smith alegaram que suas ideias fossem evidência de algo sobrenatural.
Uma dissertação apoiando o criacionismo publicada em 1994 referiu-se aos flagelos bacterianos como apresentando "componentes múltiplos e integrados", onde "nada neles funciona a menos que todos seus complexos componentes estejam juntos" e solicitou ao leitor que "imagine os efeitos da seleção natural nestes organismos que tenham fortuitamente evoluído o flagelo… sem os mecanismos de controle concomitantes [sic]".
Um conceito anterior de sistemas irredutivelmente complexos vem de Ludwig von Bertalanffy, um biólogo austríaco do século XX. Ele acreditava que sistemas complexos deveriam ser examinados como sistemas completos e irredutíveis para se compreender como funcionam. Ele estendeu seu trabalho sobre complexidade biológica em uma teoria geral de sistemas em um livro chamado General System Theory (Teoria Geral de Sistemas). Após James Watson e Francis Crick terem publicado a estrutura do DNA no início da década de 1950, a Teoria Geral de Sistemas perdeu muitos de seus seguidores nas ciências físicas e biológicas. No entanto, a teoria dos Sistemas permaneceu popular nas ciências sociais muito tempo depois de ter sido abandonada nas ciências físicas e biológicas.

### Origens
Michael Behe desenvolveu suas ideias sobre este conceito em torno de 1992, nos primeiros dias do 'movimento da cunha', e apresentou suas ideias pela primeira vez sobre a "complexidade irredutível" em junho de 1993 quando o "grupo de professores Johnson-Behe" se reuniu em Pajaro Dunes na Califórnia. Ele delineou suas ideias na segunda edição do livro "Of Pandas and People" publicado em 1993, extensivamente revisando o capítulo 6, "Biochemical Similarities" (Similaridades Bioquímicas) com novas seções no mecanismo complexo da coagulação do sangue e a origem das proteínas.
Ele usou o termo "complexidade irredutível" pela primeira vez em seu livro de 1996, Darwin's Black Box, para referir-se a certos sistemas bioquímicos celulares complexos. Ele declara que mecanismos evolucionários não podem explicar o desenvolvimento de sistemas com tal "complexidade irredutível". notadamente, Behe dá o crédito ao filósofo William Paley pelo conceito original, e não von Bertalanffy, e sugere que sua aplicação do conceito a sistemas biológicos é completamente original. Defensores do Design Inteligente alegam que os sistemas de complexidade irredutível foram deliberadamente elaborados por alguma forma de inteligência.
Em 2001 Michael Behe escreveu: "Há uma assimetria entre minha definição atual de complexidade irredutível e a tarefa que a seleção natural deve fazer. Eu espero reparar este defeito em trabalhos futuros." Behe explicou especificamente que "a definição atual coloca o foco na remoção de uma parte de um sistema que já esteja funcionando", mas que a "tarefa difícil que a evolução Darwiniana encara, entretanto, não é remover partes de sistemas sofisticados pre-existentes; deve ser colocar juntos componentes que fazem um novo sistema em primeiro lugar." No julgamento de 2005 de Kitzmiller v. Dover Area School District, Behe testemunhou sob juramento que ele "não julga [a assimetria] séria o suficiente para [ter revisado o livro] até então."
Além disso, Behe testemunhou que a presença de complexidade irredutível em organismos não descartaria o envolvimento de mecanismos evolucionários no desenvolvimento da vida orgânica. Ele também testemunhou que não sabia de "artigos revisados por pares em publicações científicas discutindo o Design Inteligente da cascata da coagulação sanguínea," mas que havia "provavelmente um grande número de artigos revisados por pares em publicações científicas que demonstram que o sistema de coagulação do sangue é de fato um arranjo significativo de partes de grande complexidade e sofisticação."
De acordo com a teoria da evolução, as variações genéticas acontecem sem um projeto ou intenção específica. O ambiente "seleciona" as variações que são mais aptas, que são então passadas à próxima geração dos organismos. As mudanças acontecem pela operação gradual das forças naturais durante o tempo, algumas vezes lentamente, outras mais rápido (veja o equilíbrio pontuado). Este processo é capaz de adaptar estruturas complexas a partir de estruturas iniciais simples, ou converter estruturas complexas de uma função a outra (veja en:spandrel). A maioria dos defensores do Design Inteligente aceitam que a evolução aconteça através da mutação e seleção natural ao "nível micro", como a mudança da frequência relativa dos diversos comprimentos de bico dos tentilhões, mas alega que ela não pode explicar a complexidade irredutível, porque nenhuma das partes de um sistema irredutível seria funcional ou vantajosa até que o sistema completo estivesse formado.

### A analogia da ratoeira

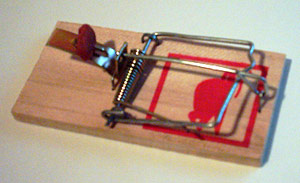
Michael Behe acredita que muitos aspectos da vida apresentam evidências de design, usando a ratoeira em uma analogia que é criticada por outros

Behe usa a ratoeira como um exemplo ilustrativo deste conceito. Uma ratoeira consiste de várias partes que interagem - a base, o prendedor, a mola, o martelo. Behe alega que todas as partes devem estar presentes para que a ratoeira funcione, e que a remoção de qualquer destas peças destrói a função da ratoeira. De forma semelhante, sistemas biológicos precisam da ação em conjunto de múltiplas partes para funcionar. Os defensores do Design Inteligente alegam que a seleção natural não poderia criar do nada estes sistemas para os quais a ciência não encontrou um caminho evolucionário de pequenas modificações sucessivas, por que a função selecionada só está presente quando todas as partes estão montadas. Os exemplos originais de Behe de mecanismos de complexidade irredutível incluem o flagelo bacteriano da Escherichia coli, a cascata da coagulação do sangue, cílios, e o sistema imunitário adaptativo.
Behe alega que os órgãos e funções biológica que são irredutivelmente complexos não podem ser completamente explicados pelos modelos atuais da evolução. Ele alega que:
A complexidade irredutível não é uma alegação que a evolução não acontece, mas uma alegação que ela é "incompleta". No último capítulo do livro 'arwin's Black Box, Behe explica sua visão de que a complexidade irredutível é a prova do Design Inteligente. Os principais críticos, entretanto, alegam que a complexidade irredutível, como definida por Behe, pode ser gerada por mecanismos evolucionários conhecidos. A alegação de Behe de que nenhuma literatura científica modelou apropriadamente as origens dos sistemas bioquímicos através de mecanismos evolucionários foi refutada pelo TalkOrigins. O juiz no caso de Dover escreveu "Ao definir a complexidade irredutível na forma que o fez, o Professor Behe tenta excluir o fenômeno da exaptação por uma definição, ignorando desta forma abundantes evidências que refutam seu argumento. Notavelmente, o NAS rejeitou a alegação de Behe de complexidade irredutível…".

## Exemplos apresentados
Behe e outros sugeriram que um certo número de aspectos biológicos que eles acreditam ser irredutivelmente complexos.

### Ciclo de Krebs: Início-Fim Interligados
O ciclo do ácido cítrico começa com o Acetil-CoA, transferindo seu grupo acetila de dois carbonos ao composto receptor oxaloacetato, de quatro carbonos, formando um composto de seis carbonos, o citrato.
O citrato então passa por uma série de transformações químicas, perdendo dois grupos carboxila na forma de CO2. Os carbonos liberados na forma de CO2 são oriundos do oxaloacetato, e não diretamente do Acetil-CoA. Os carbonos doados pelo Acetil-CoA se tornam parte do oxaloacetato após o primeiro passo do ciclo do ácido cítrico.
A transformação dos carbonos doados pelo Acetil-CoA em CO2 requer vários passos no ciclo de Krebs. No entanto, por causa do papel do ácido cítrico no anabolismo (síntese de substâncias orgânicas), ele pode não ser perdido já que muitas substâncias intermediárias do ciclo também são usadas como precursoras para a biossíntese em outras moléculas.
A maior parte da energia disponível graças ao processo oxidativo do ciclo é transferida por elétrons altamente energéticos que reduzem o NAD+, transformando-o em NADH. Para cada grupo acetila que entra no ciclo de Krebs, três moléculas de NADH são produzidas (o equivalente a 2,5 ATPs).
Elétrons também são transferidos ao receptor Q, formando QH2.
No final de cada ciclo, o Oxoalocetato de quatro carbonos é regenerado, e o processo continua utilizando o resultado do último processo como base principal para se obter um novo ciclo.

### Cascata de coagulação sanguínea
A coagulação sanguínea ou a cascata de coagulação nos vertebrados é um caminho biológico complexo que é apresentado como um exemplo de aparente complexidade irredutível.
O argumento da complexidade irredutível assume que as partes necessárias de um sistema sempre são necessárias, e, portanto, não podem ter sido acrescido sequencialmente. Entretanto, na evolução, algo que é meramente vantajoso a princípio pode mais tarde se tornar necessário. Muitas estruturas chamadas irredutíveis foram encontradas em outros organismos como sistemas muito mais simples que utilizam menos partes. Estes sistemas, por sua vez, podem ter tido precursores até mais simples que agora estão extintos. O "argumento da improbabilidade" também apresenta de forma errada a seleção natural. É correto dizer que um conjunto de mutações simultâneas que formam uma proteína de estrutura complexa é improvável, mas não foi isto que Darwin defendia. Sua explicação é baseada em pequenas mudanças acumuladas que acontecem sem um objetivo final. Cada passo tem que ser vantajoso por si mesmo, apesar de os biólogos não consigam entender a razão por trás de todos eles.

### Olho
O olho é um exemplo famoso de uma estrutura irredutivelmente complexa, devido a suas muitas partes elaboradas e interconectadas, parecendo todas elas dependentes uma da outra. O olho é frequentemente citado por defensores do Design Inteligente e criacionismo como um exemplo de complexidade irredutível. Behe usou o "problema do desenvolvimento do olho" como uma evidência do Design Inteligente no livro Darwin's Black Box. Apesar de Behe reconhecer que a evolução de grandes estruturas anatômicas do olho serem bem explicadas, ele alegou que a complexidade das reações bioquímicas necessárias a nível molecular para a sensibilidade à luz ainda desafiam as explicações. O criacionista Jonathan Sarfati descreveu o olho como o "grande desafio" dos biólogos evolucionistas e "um exemplo de soberba 'complexidade irredutível' na criação de Deus", apontando especificamente para sua suposta "vasta complexidade" necessária para a transparência.
Em uma passagem geralmente citada de forma errada de "A Origem das Espécies", Charles Darwin parece reconhecer o desenvolvimento do olho como uma dificuldade para sua teoria. Entretanto, a citação no devido contexto mostra que Darwin possuía uma boa compreensão da evolução do olho. Ele aponta que "supor que o olho [...] possa ter sido formado pela seleção natural parece, eu confesso frequentemente, absurdo no mais alto grau". Entretanto, esta observação era apenas um recurso retórico de Darwin. Ele prossegue explicando que se a evolução gradual do olho for demonstrada como possível, "a dificuldade de acreditar que um olho perfeito e complexo possa ser formado pela seleção natural [...] dificilmente pode ser considerada real". Ele então seguiu apresentando um provável roteiro de evolução do olho usando exemplos de olhos gradualmente mais complexos, de várias espécies.
Desde os dias de Darwin, a ancestralidade do olho é bem melhor compreendida. Apesar de que o entendimento da construção dos olhos antigos através do registro fóssil ser problemático devido ao fato dos tecidos macios não deixarem impressões ou restos, a evidência genética e de anatomia comparativa tem apoiado a ideia de uma ancestralidade comum a todos os olhos.
Conforme Behe admite, a evidência atual sugere possíveis linhas evolucionárias para as origens das estruturas anatômicas do olho, por exemplo, que os olhos tiveram origem como simples manchas de células fotorreceptoras que podem detectar a presença ou ausência de luz, mas não sua direção. Ao desenvolver uma pequena depressão para as células fotossensitivas, os organismos ganharam uma melhor capacidade de descobrir a origem da luz, e como o contínuo aprofundamento da depressão em um buraco de forma que a luz atinja certas células dependendo do seu ângulo, uma informação visível cada vez mais precisa se tornou possível. A abertura do olho era então diminuída e forma que a luz se tornou focada, transformando o olho em uma câmera pinhole e permitindo ao organismo perceber formas — o náutilo é um exemplo moderno de um animal com um olho deste tipo. Finalmente, a camada protetiva de células transparentes sobre a abertura se diferenciou em uma lente primitiva, e o interior do olho foi preenchido com humores para ajudar a colocar as imagens em foco. Desta forma, os biólogos modernos reconhecem os olhos como uma estrutura relativamente simples que evoluiu, e muitos dos principais desenvolvimentos da evolução do olho crê-se terem acontecido em alguns poucos milhões de anos, durante a explosão cambriana. Entretanto, de acordo com Behe, a complexidade da sensibilidade à luz no nível molecular e as reações bioquímicas necessárias para as "primeiras manchas simples de fotoreceptores" ainda desafiam as explicações.

### Flagelo
O flagelo de certas bactérias constitui um motor molecular exigindo a interação de cerca de 40 partes proteicas complexas, e a ausência de qualquer uma destas proteínas faz com que o flagelo não funcione. Behe mantém que o "mecanismo" do flagelo é irredutivelmente complexo por que se tentarmos reduzir sua complexidade colocando um estágio anterior mais simples de seu desenvolvimento evolucionário, obteremos um organismo que não funciona de maneira apropriada.
Em contrapartida, pesquisas apontam que o corpo basal do flagelo é similar ao sistema secretor Tipo III (TTSS na sigla em inglês), uma estrutura em forma de agulha que alguns germes patogênicos como a Salmonella e a Yersinia pestis usam para injetar toxinas em células eucariontes vivas. A base da agulha possui dez elementos em comum com o flagelo, mas ainda faltam quarenta das proteínas que fazem o flagelo funcional. Entretanto, ainda que a dúvida permaneça, este sistema parece negar a alegação de que tirar qualquer das partes do flagelo o transformam em uma estrutura inútil. Isto fez com que Kenneth Miller notasse que "As partes destes sistema supostamente irredutivelmente complexo na verdade tenham funções próprias".[carece de fontes?]

## Resposta da comunidade científica
Da mesma forma que o Design Inteligente, a complexidade irredutível não possui aceitação dentro da comunidade científica, uma vez que, diante da enorme gama de evidências que se adequam às previsões da teoria da evolução das espécies, o Establishment Científico reluta em aceitar ideias que não são capazes de explicar os fenômenos biológicos de forma tão satisfatória e abrangente. O fato da hipótese do Design Inteligente e do conceito da complexidade irredutível serem baseados em conjecturas supostamente autoevidentes, demonstrarem incapacidade preditiva e de não haver experimentos que sejam capazes de verificar suas formulações, levou a comunidade científica a considerar essas proposições como pseudocientíficas.

### Redutibilidade de sistemas "irredutíveis"
Caminhos evolutivos potencialmente viáveis foram propostos para todos os sistemas alegadamente irredutivelmente complexos, como a coagulação do sangue, o sistema imunitário, e o flagelo, que eram os três exemplos que Behe usou. Mesmo seu exemplo de uma ratoeira foi demonstrado como redutível por John H. McDonald. Se a complexidade irredutível é um obstáculo intransponível para a evolução, não deveria ser possível sequer conceber estes caminhos - Behe comentou que estes caminhos plausíveis derrotariam seu argumento.
Niall Shanks e Harl H. Joplin, ambos da East Tennesse State University, mostraram que os sistemas que Behe caracterizou como tendo complexidade bioquímica irredutível podem surgir natural e espontaneamente como resultado de processos químicos auto-organizados. Eles também apontam que os sistemas bioquímicos e moleculares que evoluíram apresentam "complexidade redundante" — um tipo de complexidade que é o produto da evolução de um processo bioquímico, e que Behe superestimou a significância da complexidade irredutível por causa de sua visão simples e linear das reações bioquímicas, resultante na sua seleção de instantes de funcionalidades seletivas de sistemas, estruturas e processos biológicos, ao mesmo tempo que ignora a complexidade redundante do contexto em que estas funções estão naturalmente inseridas. Também criticaram sua dependência de metáforas simplistas demais, como a da ratoeira. Além disso, a pesquisa publicada na Nature, uma publicação que faz peer-review, demonstrou que as simulações de computador da evolução demonstraram que é possível que a complexidade irredutível evolua naturalmente.
É esclarecedor comparar uma ratoeira com um gato, neste contexto. Os dois normalmente funcionam para controlar a população de ratos. O gato tem muitas partes que podem ser removidos deixando-o ainda funcional. Por exemplo, sua cauda pode ser encurtada, ou ele pode perder uma orelha em uma luta. Ao comparar o gato e a ratoeira pode-se ver que a ratoeira (que não é um ser vivo) apresenta melhor evidência, em termos de complexidade irredutível, de Design Inteligente, que o gato. Mesmo olhando a analogia da ratoeira, vários críticos demonstraram formas em que as partes da ratoeira poderiam ter usos independente ou poderiam ser desenvolvidas em estágios, demonstrando que ela não é irredutivelmente complexa.
Além disso, mesmo os casos onde a remoção de um certo componente em um sistema orgânico causa a falha do sistema, não demonstram que o sistema não poderia ter sido formado em um processo evolucionário, passo-a-passo. Por analogia, arcos de pedra são irredutivelmente complexos - se você remover qualquer pedra o arco irá colapsar - mesmo assim eles são construídos facilmente, uma pedra de cada vez, se usarmos de um molde que será removido depois. De forma similar, arcos de pedra que acontecem naturalmente são formados pelo desgaste de blocos de pedra que foram formados anteriormente. A evolução pode trabalhar para simplificar ou para complicar. O que leva à possibilidade que funções biológicas irredutivelmente complexas podem ter sido obtidas em um período de complexidade crescente, seguido por um período de simplificação.
Em abril de 2006 uma equipe de cientistas liderada por Joe Thornton, professor assistente de biologia no Centro de Ecologia e Biologia Evolucionária da Universidade do Oregon, usando técnicas para ressurreição de genes antigos, pela primeira vez reconstruiu a evolução de um sistema molecular de complexidade aparentemente irredutível. A pesquisa foi publicada no exemplar de 7 de abril da revista Science.
Parece que a complexidade irredutível não existe realmente na natureza, e os exemplos dados por Behe e outros não são de fato irredutivelmente complexos, mas podem ser explicados em termos de precursores mais simples. Há também uma teoria que desafia a complexidade irredutível chamada Variação Facilitada. A teoria foi apresentada em 2005 por Marc W. Kirschner, um professor e chefe do Departamento de Biologia de Sistemas na Escola de Medicina Harvard, e John C. Gerhart, um professor em Biologia Celular e Molecular, da Universidade da Califórnia, em Berkeley. Em sua teoria, eles descrevem como certas mutações e mudanças podem causar uma complexidade aparentemente irredutível. Assim, o que parece ser uma estrutura irredutivelmente complexa é apenas "muito complexa", ou então elas não são bem compreendidas, ou não são bem representadas.

### Adaptação gradual a novas funções
Os precursores de sistemas complexos, quando não são úteis por si mesmos, podem ser úteis para executar outras funções não relacionadas. Biólogos evolucionistas argumentam que a evolução muitas vezes trabalha desta forma cega e atrapalhada, em que a função de uma forma anterior não é necessariamente a mesma função da forma posterior. O termo usado para este processo é "exaptação". O ouvido médio dos mamíferos (derivado de um osso da mandíbula) e o polegar do panda (derivado de um osso do pulso) são considerados exemplos clássicos. Um artigo de 2006 na Nature demonstrou estados intermediários que levaram ao desenvolvimento do ouvido em um peixe do Devoniano (há cerca de 360 milhões de anos). Além disso, pesquisas recentes mostraram que os vírus representam um papel inesperadamente grande na evolução, ao combinar genes de vários hospedeiros.
Os argumentos da irredutibilidade geralmente assumem que as coisas começam da mesma forma que elas terminam, como as vemos hoje. Entretanto, este pode não ser necessariamente o caso. No julgamento de Dover uma testemunha da acusação demonstrou esta possibilidade usando a analogia da ratoeira de Behe. Ao remover várias partes, a testemunha tornou o objeto inútil como ratoeira, mas apontou que era agora um prendedor de gravata perfeitamente funcional, embora feio.

### Falseabilidade e Evidências Experimentais
Alguns críticos, como Jerry Coyne (professor de biologia evolucionária na Universidade de Chicago) e Eugenie Scott (antropóloga física e diretora executivo do Centro Nacional para Educação de Ciências) argumentaram que o conceito de complexidade irredutível, e de forma mais genérica, a teoria do Design Inteligente não é falseável, e portanto, não é científica.
Em contrapartida, Behe alega que a teoria de que sistemas irredutivelmente complexos não podem ter evoluído pode ser falseada por um experimento onde tais sistemas evoluam. Por exemplo, ele propõe pegar uma bactéria sem flagelos e impor uma pressão seletiva a favor da mobilidade. Se, após milhares de gerações, a bactéria desenvolver um flagelo, então Behe acredita que isto iria refutar sua teoria.
Outros críticos tomaram uma abordagem diferente, apontando para evidências experimentais que eles acreditam falsearem o argumento da complexidade irredutível do Design Inteligente. Por exemplo, Kenneth Miller cita o trabalho em laboratório de Barry G. Hall na E. coli, que ele aponta ser uma evidência que "Behe está errado".
Outra evidência de que a complexidade irredutível não é um problema para a evolução vem do campo da ciência computacional, onde análogos computacionais dos processos da evolução são rotineiramente usados para projetar automaticamente soluções complexas para problemas. Os resultados destes Algoritmos Genéticos são frequentemente irredutivelmente complexos, já que o processo, como a evolução, tanto remove componentes não-essenciais com o passar do tempo, quanto acrescenta novos componentes. A remoção de componentes não usados sem função essencial (como o processo natural onde a rocha sob um arco natural é removida) pode produzir estruturas com complexidade irredutível sem a necessidade da intervenção de um projetista. Os pesquisadores que aplicam estes algoritmos estão produzindo automaticamente projetos humanos competitivos - mas nenhum projetista humano é necessário.

### Apelo as Provas não Falseáveis
Os proponentes do Design Inteligente atribuem a um designer inteligente as estruturas biológicas que eles acreditam serem irredutivelmente complexas, onde não há uma explicação natural ou a explicação é insuficiente. Entretanto, os críticos veem a complexidade irredutível como um caso especial da alegação "complexidade indica design".
Eugenie Scott, com Glenn Branch e outros críticos, alegou que muitos pontos levantados pelos proponentes do Design Inteligente são apelos à ignorância, já que não há pus "há" aqui, porque me parece que faltava alguma coisa como testar e por isso é utilizado. Behe tem sido acusado de usar a "argumentação pela falta de imaginação", e o próprio Behe tem reconhecido que simplesmente por que os cientistas não podem atualmente ver como um organismo "irredutivelmente complexo" evoluiu, isto não prova que não existe nenhuma forma possível da evolução ter acontecido.
A complexidade irredutível está no centro da argumentação contra a evolução. Se sistemas realmente irredutíveis fossem encontrados, a alegação é que o Design Inteligente é a explicação correta para sua existência. Entretanto, esta conclusão é baseada na suposição que a teoria evolucionária atual e o Design Inteligente são os dois únicos modelos válidos para explicar a vida, um falso dilema também seria possível.

## A Complexidade Irredutível no Julgamento de Dover
Ao testemunhar no julgamento de Kitzmiller vs. Dover Area School District, Behe admitiu que não há nenhum trabalho revisado por pares que suporte suas alegações de que sistemas complexos, como o flagelo bacteriano, a cascata da coagulação sanguínea, e o sistema imune, foram resultado de Design Inteligente e não há nenhum artigo revisado por pares que apoie seu argumento de que certas estruturas moleculares complexas são "irredutivelmente complexas."
Na sentença final de Kitzmiller vs. Dover Area School District, o juiz Jones expôs sobre Behe e a complexidade irredutível:
- "O professor Behe admitiu em "Resposta aos meus críticos" que havia um defeito em sua visão da complexidade irredutível, porque, apesar de ela pretender ser um desafio à seleção natural, ela especificamente não trata da "tarefa de enfrentar a seleção natural" e que o "Professor Behe escreveu que esperava 'reparar este defeito nas próximas obras…" (página 73)
- "Conforme o testemunho dos especialistas revelou, a qualificação do que significa 'complexidade irredutível' torna-a sem sentido como uma crítica à evolução. (3:40 (Miller)). De fato, a teoria da evolução apresenta a exaptação como uma explicação reconhecida e bem documentada para o como os sistemas com múltiplas partes podem ter evoluído através de meios naturais." (página 74)
- "Ao definir a complexidade da forma que ele fez, o Professor Behe tenta excluir o fenômeno da exaptação por definição, ignorando desta forma abundantes provas que refutam seu argumento. Notavelmente, o NAS rejeitou a alegação do professor Behe de complexidade irredutível…" (página 75)
- "Como a complexidade irredutível é somente um argumento negativo contra a evolução, ela é refutável e da mesma forma, testável, diferente do ID [Design Inteligente], pela prova de que existem estruturas intermediárias com funções selecionáveis que podem ter evoluído para os sistemas de complexidade alegadamente irredutível (2:15-16 (Miller)). Mais importante, entretanto, é o fato que o argumento negativo da complexidade irredutível ser testável não faz com que o argumento da ID seja testável (2:15 (Miller); 5:39 (Pennock)). O professor Behe aplicou o conceito de complexidade irredutível somente a alguns poucos sistemas selecionados: (1) o flagelo das bactérias; (2) a cascata da coagulação sanguínea; e (3) o sistema imune. Contrário às asserções do professor Behe com respeito a estes poucos sistemas bioquímicos entre as miríades de sistemas existentes na natureza, entretanto, o Dr. Miller apresentou evidências, baseada em estudos que passaram por peer review, que eles não são de fato de complexidade irredutível." (página 76)
- "…durante o questionamento da outra parte, o Professor Behe foi perguntado sobre sua alegação feita em 1996 de que a ciência nunca encontrou uma explicação para o sistema imune. Ele foi confrontado com 58 publicações peer-reviewed, nove livros, e vários capítulos de livros texto sobre imunologia sobre a evolução do sistema imune. Entretanto, ele simplesmente insistiu que isto ainda não era evidência suficiente de evolução, e que ainda não era "bom o suficiente." (23:19 (Behe))." (página 78)
- "Nós portanto concluímos que a alegação de complexidade irredutível do professor Behe foi refutada nos artigos peer-reviewed e que foi rejeitada pela comunidade científica em geral. (17:46-46 (Padian); 3:99 (Miller)). Além disso, mesmo se a complexidade irredutível não fosse rejeitada, ela ainda não apoiaria o ID já que ela é meramente um teste para a evolução, não para o design. (2:15, 2:35-40 (Miller); 28:63-66 (Fuller)). Iremos considerar agora o suposto "argumento positivo" para o design que aparece na frase usada numerosas vezes pelos professores Behe e Minnich no seu testemunho como especialistas, que é a "combinação significativa de partes." O professor Behe resumiu o argumento assim: Nós inferimos design quando vemos partes que parecem ter sido combinadas para um objetivo. A força da inferência é quantitativa; quanto mais partes estão combinadas, mais elas interagem de forma intrincada, maior a nossa confiança que há design. A aparência de design em aspetos da biologia é enorme. Como somente uma causa inteligente pode acarretar esta forte aparência de design, apesar das alegações Darwinianas, a conclusão que o design visto na lifa é design verdadeiro está racionalmente justificado. (18:90-91, 18:109-10 (Behe); 37:50 (Minnich)). Como indicado previamente, este argumento é apenas uma repetição do argumento do Reverendo William Paley aplicado ao nível da célula. Minnich, Behe, e Paley chegam à mesma conclusão, que organismos complexos devem ter sido projetados usando o mesmo raciocínio, exceto que os professores Behe e Minnich recusam-se a identificar o projetista, enquanto que Paley inferiu da presença do design que foi Deus. (1:6-7 (Miller); 38:44, 57 (Minnich)). O testemunho dos especialistas revelou que este argumento indutivo não é científico e, conforme admitido pelo professor Behe, não pode ser falseado. (2:40 (Miller); 22:101 (Behe); 3:99 (Miller))." (páginas 79-80)